# Kdo přežije: Samoa
Kdo přežije: Samoa (v anglickém originále Survivor: Samoa) je devatenáctá sezóna televizní reality show Kdo přežije. 

## Základní informace
| Počet dní:                       | 39                                    |
| Počet trosečníků:                | 20                                    |
| Počet kmenů:                     | 2                                     |
| Počet finalistů:                 | 3                                     |
| Tajné imunity:                   | Ano                                   |
| Kmeny                            | Galu, Foa Foa, (Sloučený Aiga)        |
| Vítěz:                           | Natalie White(Foa Foa) (7–2–0)        |
| Lokalita natáčení:               | Upolu, Samoa                          |
| Země:                            | Samoa                                 |
| Natáčení začalo:                 | 11.06.2009                            |
| Natáčení skončilo:               | 19.07.2009                            |
| Vysíláno od:                     | 17.09.2009                            |
| Vysíláno do:                     | 20.12.2009                            |
| Předchozí řada:                  | Survivor: Tocantins                   |
| Následující řada:                | Kdo přežije: Hrdinové proti padouchům |
| NAVRÁTILCI                       |                                       |
| Kdo přežije: Hrdinové vs.Padouši | Russell Hantz                         |
| Redemption Island                | Russell Hantz                         |
| Filipíny                         | Russell Swan                          |
| Krev vs. Voda                    | Laura Morret                          |